# Vendicatori dei Grandi Laghi
I Vendicatori dei Grandi Laghi (Great Lakes Avengers), noti anche come I Parafulmini, Gli X-Men dei Grandi Laghi, I Campioni dei Grandi Laghi e Iniziativa dei Grandi Laghi sono una squadra di supereroi immaginari che appare nei fumetti statunitensi pubblicati dalla Marvel Comics. I personaggi, creati da John Byrne, furono introdotti in West Coast Avengers (Vol. 2) n. 46 (luglio 1989).

## Storia editoriale
La squadra è apparsa per la prima volta in West Coast Avengers (Vol. 2) n. 46, poi è comparsa nei nn. 48–49 e n. 64, e ha fatto un cameo in Avengers West Coast Annual n. 6. I GLA compaiono anche nel n. 309 di The Avengers (Vol. 1) e in The Avengers Annual del 1990. Questo è stato seguito dalle apparizioni nei nn. 15-17 e 25 di Thunderbolts (Vol. 1) e nei nn. 10-11 e 61 di Deadpool (Vol. 3).
Nel 2005, i GLA sono apparsi in una miniserie omonima di quattro numeri (scritta da Dan Slott) e nel one-shot GLX-Mas Special. A questi hanno fatto seguito nel 2006 apparizioni minori in I ♥ Marvel: Masked Intentions, The Thing (Vol. 2) n. 8 e Cable & Deadpool n. 30. Nel 2007, la squadra è stata protagonista del one-shot Deadpool/GLI Summer Fun Spectacular. La squadra ha anche fatto apparizioni cameo nei nn. 19 e 25 di Avengers: The Initiative e un'apparizione minore nel n. 3 di Age of Heroes. Nel 2011, la squadra è comparsa nel n. 6 di Fear Itself: The Home Front.
Un nuovo volume e una serie in corso della squadra hanno debuttato nel 2016 con lo scrittore Zac Gorman (Rick & Morty) e l'artista Will Robson (Star-Lord). In questa serie furono pubblicati in totale sette numeri. Da allora, la squadra e il cast associato hanno avuto solo piccole apparizioni e cameo in altri fumetti Marvel.

## Nome della squadra
La squadra ha cambiato nome in diverse occasioni. Il vendicatore Occhio di Falco per primo protesta contro l'uso del nome "Vendicatori", e alla fine al GLA viene inviato un ordine di cessazione e desistenza dalla Maria Stark Foundation. La squadra si ribattezza I Parafulmini (The Lightning Rods) in onore del super-team collega, i Thunderbolts. Mentre lavora per lo S.H.I.E.L.D., Mr. Immortal suggerisce un cambio di nome in S.W.O.R.D., anche se alla fine il nome della squadra viene cambiato in X-Men dei Grandi Laghi (The Great Lakes X-Men) quando i membri si rendono conto collettivamente di essere tutti mutanti.
Dopo un altro ordine di cessazione e desistenza - questa volta da parte di Marvel Girl degli X-Men - i GLA si ribattezzano I Campioni dei Grandi Laghi (The Great Lakes Champions). In seguito agli eventi di Avengers: Civil War, la squadra operò come Iniziativa dei Grandi Laghi (The Great Lakes Initiative) nello stato del Wisconsin. Qualche tempo dopo, la squadra ritorna al nome Vendicatori dei Grandi Laghi.

## Trame e principali cicli di storie

### GLA: Misassembled[11]
Craig Hollis scopre di essere immortale dopo che un gruppo di ladri gli ha sparato e lo ha abbandonato credendolo morto, e decide di combattere il crimine come Mr. Immortal. Si rende conto che operare da solo potrebbe non essere fattibile. Inserisce un annuncio per avventurieri in costume sul giornale locale e riunisce i Vendicatori dei Grandi Laghi, reclutando Dinah Vola, Big Bertha, Sfogliaman e Uomo Porta. Mr. Immortal rifiuta un candidato, Gene Lorrene, un feticista della pelle che si fa chiamare Leather Boy. Rifiutato perché non ha superpoteri e quindi non è idoneo, Lorrene prende il rifiuto sul personale.
La squadra viene vista per la prima volta in pubblico dai Vendicatori Occhio di Falco e Mimo, che osservano il gruppo mentre sventa un tentativo di rapina. Sebbene infastiditi dall'ingenuità della squadra e dall’uso non autorizzato del nome Vendicatori,  Occhio di Falco e Mockingbird accettano di agire come mentori della squadra. I Vendicatori dei Grandi Laghi assistono di tanto in tanto i Vendicatori e i Vendicatori della Costa Ovest, e una volta li aiutano a combattere Terminus. Dopo aver affiancato i Thunderbolts contro il malvagio Graviton, i GLA si scontrano con il mercenario Deadpool.
Dopo un periodo di inattività, la squadra apprende che i Vendicatori della Costa Ovest sono stati sciolti e che Occhio di Falco è stato ucciso. La squadra successivamente combatte Maelstrom, che sta costruendo un dispositivo apocalittico. Durante questo scontro, Dinah Vola viene uccisa. Vengono quindi reclutati i nuovi membri Squirrel Girl (che ha uno scoiattolo Monkey Joe) e Grasshopper. Sebbene Maelstrom venga sconfitto grazie all’inganno di Mr. Immortal, Uomo Porta, Grasshopper e Monkey Joe vengono tutti uccisi (l'ultimo di questi assassinato da Gene Lorrene, che cercava vendetta contro i GLA). Anche Mr. Immortal viene ucciso più volte, nonostante si riprenda sempre. Uomo Porta viene rianimato subito dopo la sua morte e scopre di essere collegato alla Dimensione della Forza Oscura, e Mr. Immortal scopre che come immortale è considerato Homo sapiens supremo. Nonostante la sconfitta di Maelstrom e il salvataggio dell'universo, la vittoria dei GLA passa inosservata. Dopo aver ricevuto un mandato di comparizione dai Vendicatori e aver scoperto di essere tutti mutanti, la squadra decide di ribattezzarsi X-Men dei Grandi Laghi.

### Crossovers
Squirrel Girl acquisisce un nuovo partner, una femmina di scoiattolo chiamata Tippy-Toe; Grasshopper II muore dopo aver valutato male le capacità di salto della sua armatura e Uomo Porta diventa un "angelo della morte" incaricato di trasportare le anime dei morti nell'aldilà. Dopo che Sfogliaman vince un torneo di poker di supereroi e Marvel Girl esige che sia abbandonato il nome "X-Men", la squadra assume la denominazione di Campioni dei Grandi Laghi.
Con l'inizio della trama della Guerra Civile, i GLC decidono di conformarsi all'Atto di Registrazione dei Superumani, aspettando così in fila per registrarsi il giorno in cui l'Atto è annunciato. La squadra viene ribattezzata Great Lakes Initiative, ricevendo l’approvazione ufficiale dalla Fifty State Initiative come squadra per lo stato del Wisconsin.
La squadra e Deadpool impediscono all'A.I.M. dall'uso di un "raggio di ebbrezza" che induce ubriachezza nei supereroi. A Deadpool viene concessa l'appartenenza alla squadra come riserva, ma viene buttato fuori con la forza dal quartier generale della GLI dopo essersi dimostrato troppo fastidioso.
La squadra appare anche durante nella trama di Secret Invasion quando affronta uno Skrull travestito da Grasshopper, con l'aiuto di Gravity e Catwalk. Quando Norman Osborn assume il controllo dell'Iniziativa, trasferisce Gravity a un ruolo di commando nella GLI, con grande sgomento del supereroe.
Dopo uno scontro con Fin Fang Foom, Squirrel Girl decide di lasciare la squadra e tornare a New York, perché sente che gli altri membri (che durante il combattimento rimasti semplicemente a giocare a carte nel loro quartier generale) hanno cominciato a fare troppo affidamento su di lei e che la sua continua presenza impedirà loro di raggiungere il proprio pieno potenziale come eroi e come squadra.
Durante la trama di Fear Itself, la squadra è tornata al nome Vendicatori dei Grandi Laghi e incontra l'Uomo di Amianto (Asbestos Man), che sta approfittando della paura e del caos circostanti. Dopo essergli rimasto attorno per ore, Mr. Immortal lo convince ad arrendersi e in cambio gli promette che sarà ricordato dagli altri.

### All-New, All-Different
Viene rivelato che la squadra si è sciolta e i membri hanno preso strade separate. Sfogliaman riceve la visita di Connie Ferrari, un avvocato che rappresenta i veri Vendicatori, che lo informa che il GLA è stato reintegrato come aggiunta permanente ai Vendicatori. Sfogliaman si ricongiunge con Big Bertha e Uomo Porta, ma Mr. Immortal non si presenta e Squirrel Girl apparentemente ignora la chiamata di Sfogliaman. La squadra si trasferisce in una nuova sede, una fabbrica di proprietà di Tony Stark a Detroit, Michigan. La squadra visita un bar locale, dove scoppia una rissa dopo che il proprietario, Nain Rogue, la insulta. Dopo essere stato arrestato dopo una rissa, Uomo Porta scappa, lasciando Sfogliaman e Big Bertha a occuparsi una ragazza  di nome Goodness Silva, che può trasformarsi in un lupo mannaro e che stava attaccando i poliziotti all'interno della stazione. La Ferrari fa liberare la squadra dalle accuse del consigliere Dick Snerd, che in realtà è Nain Rouge. Aiuta anche la squadra a reclutare Goodness Silva, che prende il nome di Good Boy. Dopo che Snerd ha chiuso la squadra, Mr. Immortal ritorna e va di pattuglia con Sfogliaman, mentre Big Bertha, Uomo Porta e Good Boy vanno al bar di Nain Rogue per trovare indizi. Al bar, Bertha e Good Boy trovano Snerd ubriaco e scoprono la sua identità segreta. Uomo Porta viene portato nella Dimensione della Forza Oscura dove Oblio mette in dubbio con rabbia la sua assenza, mentre Mr. Immortal e Sfogliaman risolvono i loro problemi.
Big Bertha e Good Boy prendono in ostaggio Nain Rogue, che rivela parte del suo passato. Mentre Mr. Immortal, Big Bertha e Sfogliaman si occupano della visita di Ferrari, Good Boy quasi uccide Nain per un insulto. Dopo che Ferrari dice alla squadra di tenere un profilo basso per un paio di giorni, Big Bertha partecipa come modella a un evento per un prodotto dimagrante creato dal dottor Nod: una trappola tesa per ottenere un campione del suo DNA mutante e usarlo per migliorare il suo prodotto. con i poteri di Big Bertha. Nel frattempo, il fratello di Good Boy, Lucky, va a trovarla al quartier generale della GLA e le dice che devono lasciare la città a causa di quello che ha fatto a Nain Rogue. Big Bertha reagisce contro il dottor Nod e la sua squadra, ma il dottor Nod ingerisce gran parte degli integratori, diventando un enorme mostro e la ferisce. Big Bertha invia un messaggio al resto della squadra, incluso Good Boy, e prende lei stessa alcuni integratori per combattere il dottor Nod.
Durante la battaglia, il dottor Nod prende più integratori, diventando molto più grande e mostruoso. Su suggerimento di Mr. Immortal, Uomo Porta e Mr. Immortal entrano nel corpo del Dr. Nod, e Mr. Immortal lo uccide colpendogli il cuore. Dopo la vittoria, la squadra riceve la visita presso il quartier generale di Deadpool della Avengers Unity Division, il quale comunica loro che sono stati licenziati e che non possono più utilizzare il nome Vendicatori, poiché la loro rivendicazione legale non ha resistito in tribunale. Mentre sostiene che alla gente semplicemente "non piacevano", li conforta suggerendo che potrebbero provare a essere di nuovo sotto i riflettori tra qualche anno.

## Membri

### Fondatori
| personaggio  | Vero nome        | Entrato in                                       | Note |
| ------------ | ---------------- | ------------------------------------------------ | --- |
| Mr. Immortal | Craig Hollis     | West Coast Avengers (Vol. 2) n. 46 (luglio 1989) | Attuale capo della squadra.                                                                                  |
| Dinah Vola   | Non rivelato     | West Coast Avengers (Vol. 2) n. 46 (luglio 1989) | Uccisa da Maelstrom in GLA: Misassembled n. 1 (giugno 2005)                                                  |
| Big Bertha   | Ashley Crawford  | West Coast Avengers (Vol. 2) n. 46 (luglio 1989) | Attiva nei Vendicatori dei Grandi Laghi.                                                                     |
| Sfogliaman   | dott.Val Ventura | West Coast Avengers (Vol. 2) n. 46 (luglio 1989) | Attivo nei Vendicatori dei Grandi Laghi.                                                                     |
| Uomo Porta   | DeMarr Davis     | West Coast Avengers (Vol. 2) n. 46 (luglio 1989) | Ex-avatar di Deathurge (Latore di Morte) e attuale araldo di Oblio. Attivo nei Vendicatori dei Grandi Laghi. |

### Addestratori
Hanno aiutato la squadra addestrandola, ma non è chiaro se vi si siano uniti.
| personaggio     | Vero nome                    | Entrato in                                       | Note                                       |
| --------------- | ---------------------------- | ------------------------------------------------ | ------------------------------------------ |
| Occhio di Falco | Clinton Francis Barton       | West Coast Avengers (Vol. 2) n. 46 (luglio 1989) | Attualmente capo degli Occupy Vendicatori. |
| Mimo            | Barbara "Bobbi" Morse-Barton | West Coast Avengers (Vol. 2) n. 46 (luglio 1989) | Attualmente membro dello S.H.I.EL.D.       |

### Reclute
| personaggio   | Vero nome              | Entrato in                                                           | Note |
| ------------- | ---------------------- | -------------------------------------------------------------------- | --- |
| Squirrel Girl | Doreen Green           | GLA: Misassembled n. 2 (luglio 2005)                                 | Ha lasciato la squadra perché sentiva che facevano troppo affidamento su di lei, impedendo loro di raggiungere il proprio potenziale. |
| Monkey Joe    | Monkey Joe             | GLA: Misassembled n. 2 (luglio 2005)                                 | Si unì alla squadra insieme a Squirrel Girl, ma fu ucciso da Leather Boy in un impeto di gelosia.                                     |
| Grasshopper   | Douglas "Doug" Taggert | GLA: Misassembled n. 2 (luglio 2005)                                 | Ucciso poco dopo essersi unito. |
| Tippy-Toe     | Tippy Toe              | GLA: Misassembled n. 4 (settembre 2005)                              | L'attuale partner scoiattolo di Squirrel Girl. Ha lasciato la squadra con Squirrel Girl.                                              |
| Grasshopper   | Neil Shelton           | GLX-Mas Special                                                      | Non si sa se avesse qualche rapporto con la GLA. Ucciso quando si è lanciato accidentalmente nello spazio.                            |
| Deadpool      | Wade Winston Wilson    | Deadpool GLI - Summer Fun Spectacular (Vol. 1) n. 1 (settembre 2007) | Ha ottenuto lo status di membro di riserva della squadra fino a quando non è stato espulso da Squirrel Girl.                          |
| Grasshopper   | Non rivelato           | Deadpool GLI - Summer Fun Spectacular (Vol. 1) n. 1 (settembre 2007) | Assassinato da Deadpool. |
| Gravity       | Gregory "Greg" Willis  | Avengers: The Initiative n. 25 (agosto 2009)                         | Abbandonato presto il team, mai più visto in azione con la squadra.                                                                   |
| Good Boy      | Goodness "Good" Silva  | The Great Lakes Avengers (Vol. 2) n. 1 (ottobre 2016)                | Inserita come membro semplicemente per non essere perseguita dalle autorità. Apparentemente attiva nella GLA.                         |
| Grasshopper   | Non rivelato           | Fantastic Four (Vol. 6) n. 43 (maggio 2022)                          | Il primo Grasshopper a sopravvivere ad una battaglia con la squadra. (Non è più apparso da allora.)                                   |

### Falsi membri
| personaggio | Vero nome    | Entrato in                                     | Note                                                                                   |
| ----------- | ------------ | ---------------------------------------------- | -------------------------------------------------------------------------------------- |
| Leather Boy | Gene Lorrene | GLA: Misassembled n. 1 (giugno 2005)           | Presentato domanda al momento della fondazione ma considerato non idoneo all'adesione. |
| Grasshopper | Non rivelato | Avengers: The Initiative n. 19 (dicembre 2008) | Si è rivelato essere un infiltrato Skrull ed è stato ucciso.                           |

## Altre versioni

### Vendicatori/JLA
I GLA sono apparsi nel climax della miniserie Vendicatori/JLA, dove hanno assistito alla sconfitta di Krona.

## Altri media

### Televisione
- Una sitcom televisiva live action di mezz'ora con protagonista una squadra basata sulla fusione dei Great Lakes Avengers e dei New Warriors, che prendeva il nome da questi ultimi, era in fase di sviluppo da parte della Marvel Television e degli ABC Studios come parte del Marvel Cinematic Universe. Nel luglio 2017, il cast di New Warriors è stato annunciato ufficialmente: Milana Vayntrub nei panni di Doreen Green/Squirrel Girl, Derek Theler nei panni di Craig Hollis/Mister Immortal, Jeremy Tardy nei panni di Dwayne Taylor/Night Thrasher, Calum Worthy nei panni di Robbie Baldwin/Speedball, Matthew Moy nel ruolo di Zach Smith/Microbe, Kate Comer nel ruolo di Deborah Fields/Debrii e Keith David nel ruolo di Ernest Vigman[26][27]. Lo spettacolo ha ricevuto un ordine diretto per una serie con dieci episodi che avrebbe debuttato su Freeform nel 2018[28], coprodotto da ABC Signature, ed è stato prodotto un episodio pilota. Il 1 novembre 2017, tuttavia, è stato annunciato che la serie non sarebbe più andata in onda su Freeform[29] e dopo una ricerca infruttuosa di altri partner di rete, la serie è stata considerata morta.
  - Craig Hollis/Mr Immortal avrebbe poi fatto il suo debutto live-action in She-Hulk: Attorney at Law (2022), interpretato da David Pasquesi.

### Videogiochi
- La squadra, sotto il nome Great Lakes Champions, è menzionata in un filmato del videogioco Marvel: La Grande Alleanza 2 come una delle tante squadre di supereroi cadute sotto il controllo del Fold.

### Albums
- La band Kirby Krackle ha pubblicato una canzone intitolata "Great Lakes Avengers" nel loro album E For Everyone nel 2010[30].